# Norišnica
Norišnica (COBISS) je roman Andreja E. Skubica; izšel je leta 2004 pri Študentski založbi.

## Vsebina
Zgodbe predstavljajo dialog med današnjim časom in časom pred petnajstimi leti, ki so ga zaznamovale velike spremembe in nacionalne evforije. Junaki izražajo različna stališča in v ospredje postavljajo posameznika in njegovo iskanje sreče v svetu, ki ga omejuje. Na koncu se pokaže rešitev, ki ponudi možnost izhoda iz utesnjenosti posameznika in ujetosti v sodobnem svetu. To je družinsko sožitje, ki preseže občutek ujetosti.